# Melchor Pacheco y Obes
Melchor Pacheco y Obes (Buenos Aires, 1809 - Buenos Aires, 1855) foi um militar e político argentino/uruguaio.
Foi uma dos mais importâncias figuras da Guerra Grande.